# دحو ولد قابلية
دحو ولد قابلية. رجل سياسي جزائري ولد في 04 مايو 1933 في طنجة (المغرب). وزير الداخلية والجماعات المحلية من سبتمبر 2012 إلى 11 سبتمبر 2013 في حكومة عبد المالك سلال.
عمِل من سنة 2003 حتى سنة 2009 وزير منتدب لدى وزير الداخلية ولجماعات المحلية مكلف بالجماعات المحلية في حكومة أحمد أويحي.